# Castel, Guernsey
Castel (franska: Sainte-Marie-du-Câtel) är en parish i kronbesittningen Guernsey. Den ligger i den centrala delen av Guernsey. Antalet invånare är 8 975. Arean är 10,1 kvadratkilometer. Castel ligger på ön Guernsey.
Terrängen i Castel är platt.